# オートクラッツ
オートクラッツ（AutoKratz）は、イギリス・イングランドはロンドン出身のエレクトロデュオ。

## 概要
ニューレイヴを始めとする2000年代後半のダンス・ロック・ムーヴメント、その震源と目されるフランスのレーベル「キツネ」よりリリースしたシングル「Always More」のヒットにより頭角を現す。その後も同レーベルから発表した「Stay The Same」、「Pardon Garcon」、「ReaKtor」といった一連のシングルも軒並みクラブ・ヒットを続け、プライマル・スクリームの「Swastika Eyes」のカバーがボビー・ギレスビー自身からも絶賛されるなど、アルバム発売前からNMEやDJ Magazine誌などを始め世界の音楽誌面を賑わす逸材となる。
メジャー・デビュー・アルバム『アニマル』は各国で好セールスを記録。とりわけ日本では、大手外資系レコード・ショップの猛プッシュや、80kidz作品へのゲスト参加、DEXPISTOLS等国内のトップＤＪにヘビースピンされたことなどもあってひと際大きい好レヴュー獲得に成功している。
そのスタイルがアンダーワールドと比較される通り、ボーカル兼ギター＋DJというライヴ・セットを構成する。そのアンダーワールドにはロンドン公演にサポート・アクトとして招かれ、2008年のグラストンベリー・フェスティバルにはメインステージに登場するなど日増しに注目度を高めている。プロディジーによる2009年来日公演のサポートアクトにも選定されている。

## メンバー
- デイヴィッド・コックス(David Cox)
- ラッセル・クランク(Russell Crank)

## アルバム
- Down & Out In Paris & London (2008)
- Animal (2009)
- SELF HELP FOR BEGINNERS (2011)